# کمیته المپیک کره جنوبی
کمیته المپیک کره جنوبی (انگلیسی: Korean Sport & Olympic Committee) یک سازمان ورزشی است که نماینده کشور کره جنوبی در کمیته بین‌المللی المپیک می‌باشد.
این سازمان که در سال ۱۹۴۷ به رسمیت شناخته شده مسئول آماده‌سازی و اعزام ورزشکاران به بازی‌های المپیک، بازی‌های المپیک جوانان و بازی‌های آسیایی است.